# 宗義倫
宗 義倫（そう よしつぐ/よしとも）は、対馬国府中藩4代藩主。

## 生涯
寛文11年（1671年）3月26日、第3代藩主・宗義真の次男として生まれる。貞享元年（1684年）12月、従四位下、右京大夫に叙位・任官される。長兄の早世で世子に指名され、元禄5年（1692年）6月27日、父の隠居により家督を相続して第4代藩主となる。
しかし若年のため、実権は父がなおも掌握していた。元禄7年（1694年）9月27日、父に先立って江戸で死去した。享年24。跡を弟で養子の義方が継いだ。

## 系譜
- 父：宗義真（1639-1702）
- 母：津河、高寿院 - 三浦成友の娘
- 正室：峯、慈照院 - 溝口重雄の娘
- 側室：園
- 養子
  - 男子：宗義方（1684-1718） - 実弟